# Finestrat (kommunhuvudort)
Finestrat är en kommunhuvudort i Spanien.   Den ligger i provinsen Provincia de Alicante och regionen Valencia, i den östra delen av landet, 400 km sydost om huvudstaden Madrid. Finestrat ligger 262 meter över havet och antalet invånare är 3 908.
Terrängen runt Finestrat är varierad, och sluttar söderut.Runt Finestrat är det mycket tätbefolkat, med 1 135 invånare per kvadratkilometer. Närmaste större samhälle är Villajoyosa, 6,9 km söder om Finestrat. Omgivningarna runt Finestrat är i huvudsak ett öppet busklandskap.